# Девясиловая щитоноска
Девясиловая щитоноска (Cassida murraea) — жук подсемейства щитоносок из семейства листоедов.

## Распространение
Распространён от западного палеарктического региона до Западного Китая (Синьцзян-Уйгурский автономный район), а также в Японии (Хонсю), Восточной Сибири, но не встречается на Пиренейском полуострове.

## Экология и местообитания
Кормовые растения: девясил британский (Inula britannica), девясил (Inula dysenterica), девясил высокий (Inula helenium), девясил ивлоистный (Inula salicina), карпезий полынный (Carpesium abrotanoides), Carpesium glossophyllum и блошница обыкновенная (Pulicaria prostrata).

## Систематика
Вид включает 3 подвида:
- Cassida murraea halophila Spaeth, 1926
- Cassida murraea murraea Linnaeus, 1767
- Cassida murraea ussuriensis Spaeth, 1921